# Balmaha
Balmaha (Gälisch: Baile Mo Thatha) ist ein Weiler am östlichen Ufer von Loch Lomond in der Council Area Stirling in Schottland.
Der Name Balmaha stammt aus dem Gälischen und steht für „Platz des heiligen Maha“, was vermuten lässt, das Dorf habe antike Ursprünge – vielleicht als Einsiedlerwohnstätte. Heute ist es ein populäres Touristenziel, vor allem für die Einwohner Glasgows, aber auch für Wanderer des West Highland Way. Schifffahrten sind von Balmaha zu den Dörfern Balloch und Luss und der Insel Inchcailloch möglich.
Balmaha liegt am westlichen Fuß von Conic Hill und liegt auf 32,2 Kilometer des West Highland Way.
Das Dorf hat ein Besucherzentrum für die Besucher des Queen Elizabeth Forest Park.